# Kap Piai

Distriktet Pontian (rött) i delstaten Johor.

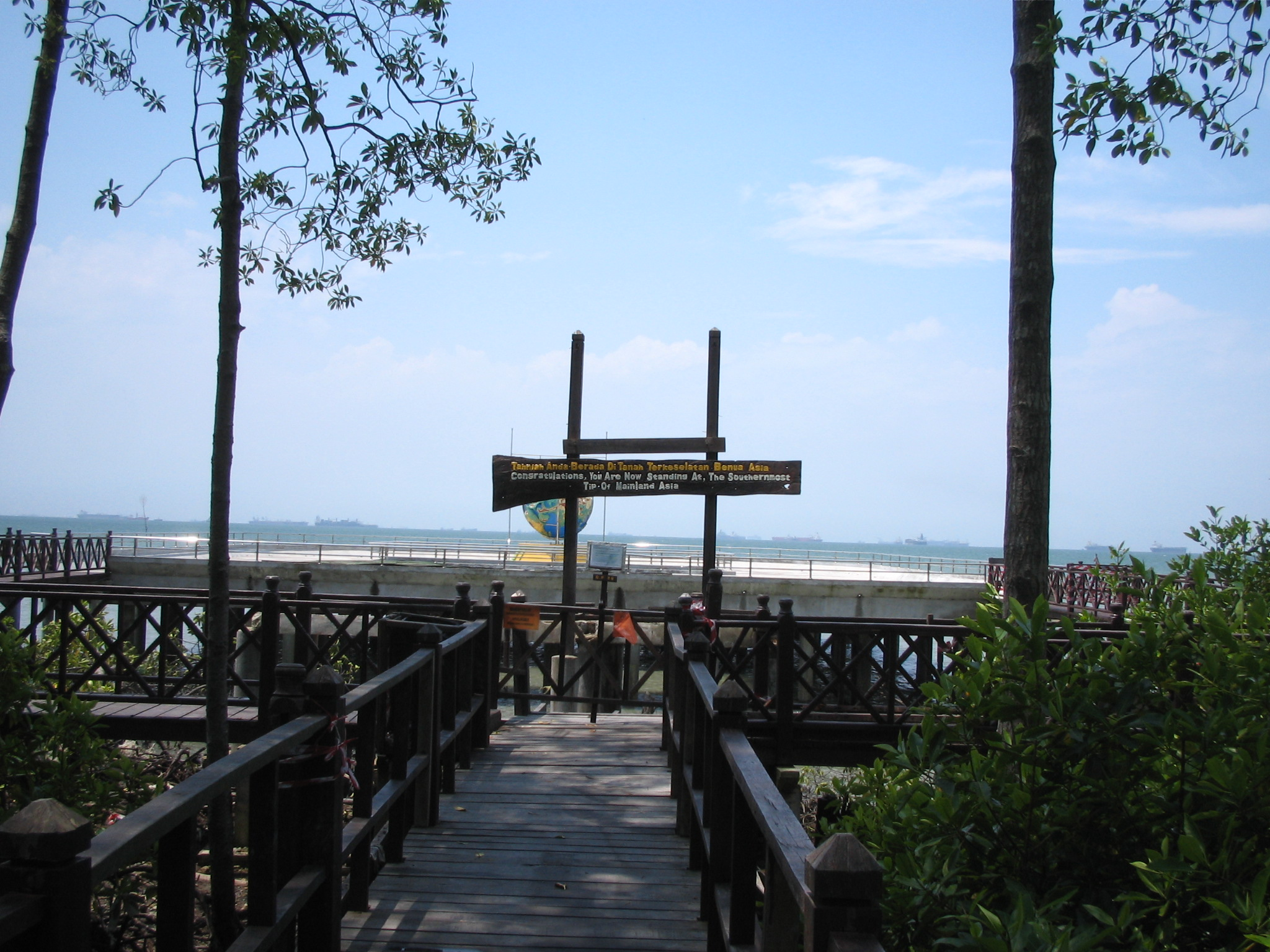
Tanjung Piai.

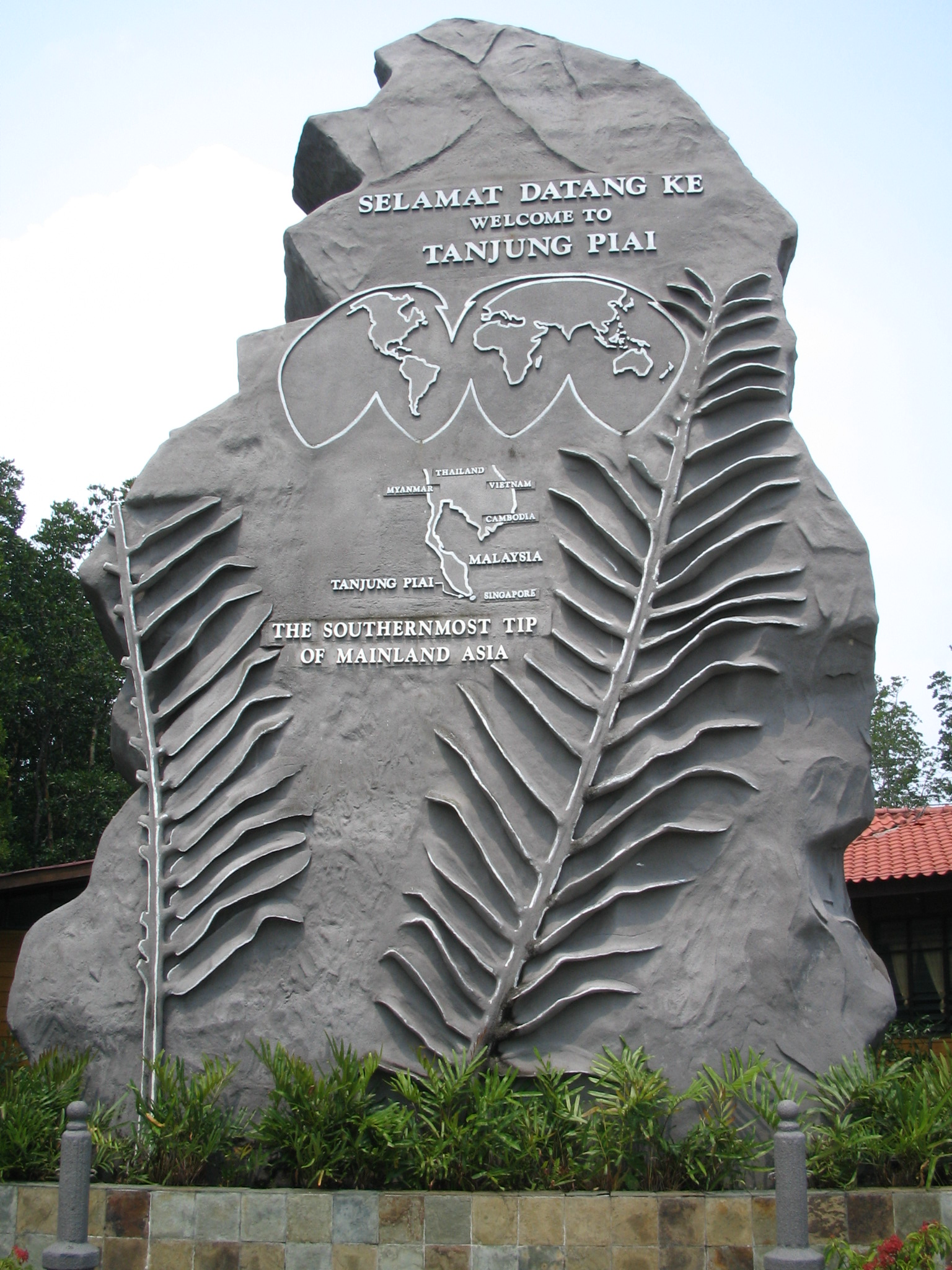
Monument.

Kap Piai (malajiska Tanjung Piai, även Kap Bulus) är en udde i delstaten Johor i södra Malaysia. Udden är den sydligaste punkten på Asiens fastland och är en av världens yttersta platser. Den sydligaste punkten i världsdelen Asien är Pamanaön i Indonesien.

## Geografi
Kap Piai ligger i den sydligaste delen av Malackahalvön i distriktet Pontian i delstaten Johor vid Johorsundet mellan Malackasundet och Singaporesundet vid Sydkinesiska havet. Udden ligger cirka 40 km sydväst om staden Johor Baharu, nära Kukup och cirka 20 km väster om Singapore
Udden är del i den ca 926 hektar stora nationalparken Taman Negara Tanjung Piai (Tanjung Piai nationalpark) där ca 526 hektar utgörs av mangrovelandskap. Vid udden finns också den 15 meter höga fyren "Tanjung Piai Lightbeacon".

## Historia
Området namngavs efter en lokal art av växten ormbunke (Paku Piai, underart bland Acrostichum aureum).
1997 inrättades nationalparken som förvaltas av Johor National Parks Corporation.
Den 31 januari 2003 upptogs på Ramsarlistan (Ramsar nr 1289) hela våtmarken i nationalparken till Malaysias fjärde Ramsarplats.